# Philonotis ruwenzorensis
Philonotis ruwenzorensis là một loài rêu trong họ Bartramiaceae. Loài này được Thér. & Naveau mô tả khoa học đầu tiên năm 1927.